# فيرونيكا شميدت
فيرونيكا شميدت (بالألمانية :Veronika Schmidt) لاعبة تزلج ريفي ألمانية سابقة، وُلدت في الرابع والعشرين من أغسطس لعام 1952 في هارتسجروده في المانيا الشرقية، و كانت فترة نجاحها في حقبتي السبعينيات والثمانينات.
أحرزت فيرونيكا الميدالية البروزنية لصالح ألمانيا الشرقية في الألعاب الأولمبية الشتوية 1976 التي أُقيمت في إنسبروك، و بعد أربع سنوات استطاعت الفوز بالأولمبياد الشتوية لعام 1980 التي أُقيمت في ليك بلاسيد، و ذلك كان بالمشاركة مع كل من كارولا أندينج ومارلياس روشتوك وباربا بيتسولد. و أما في كأس العالم حصدت فيرونيكا ثلاث ميداليات من بينهم واحدة ذهبية فازت بها عام 1980.

تم تكريم فيرونيكا في عام 1980 بنيشان الاستحقاق الفضي.

## إنجازاتها

### الألعاب الأولمبية الشتوية
- ميدالية برونزية في الألعاب الأولمبية الشتوية 1976 في إنسبروك
- ميدالية ذهبية في الألعاب الأولمبية الشتوية 1980 في ليك بلاسيد

### بطولة العالم
- ميدالية فضية في بطولة العالم لعام 1974 في فالون
- ميدالية ذهبية في بطولة العالم لعام 1980 في فالون
- ميدالية برونزية في بطولة العالم لعام 1982 في أوسلو

## وصلات خارجية
- فيرونيكا شميدت على موقع الاتحاد الدولي للتزلج (التزلج الريفي) (الإنجليزية)
- فيرونيكا شميدت على موقع الاتحاد الدولي للتزلج (التزلج الريفي) (الإنجليزية)
- فيرونيكا شميدت على موقع اللجنة الأولمبية الدولية (الإنجليزية)
- فيرونيكا شميدت على موقع أوليمبيديا (الإنجليزية)
- معلومات عن فيرونيكا هسه على موقعالاتحاد العالمي للتزلج على الثلوج (باللغة الإنجليزية)
- معلومات عن فيرونيكا شميدت على بنك معلومات الاتحاد العالمي للتزلج على الثلوج (باللغة الإنجليزية)
- معلومات عن فيرونيكا شميدت على موقع Sports-Reference (باللغة الإنجليزية)